# Adâncurile
Adâncurile sau Adîncurile conform ortografiei vechi, (titlul original: engleză The Deep) este un film dramatic de aventuri american, realizat în 1977 după romanul omonim a scriitorului Peter Benchley, regizat de Peter Yates având în rolurile principale actorii Jacqueline Bisset, Nick Nolte și Robert Shaw. 

## Distribuție
- Jacqueline Bisset – Gail Berke
- Nick Nolte – David Sanders
- Robert Shaw – Romer Treece
- Louis Gossett, Jr. – Henri „Cloche” Bondurant
- Eli Wallach – Adam Coffin
- Dick Anthony Williams – Slake
- Earl Maynard – Ronald
- Bob Minor – Wiley
- Teddy Tucker – comandantul portului
- Robert Tessier – Kevin
- Lee McClain – Johnson
- Colin Shaw (fiul real al lui Robert) – Romer Treece tânăr